# 雨季
雨季，指在降水量有顯著季節差異的地區，年降水量主要發生的月份，通常持續一個或多個月 。擁有雨季的地區分佈在熱帶和亞熱帶。
根據柯本氣候分類法，對於熱帶氣候，雨季定義為平均降水量60毫米以上的月份。不同的氣候類型，雨季也不盡相同。以北半球為例：東亞季風區的雨季主要為夏季；南亞季風區的雨季大約在6月～11月；熱帶莽原氣候的雨季為夏季；地中海型氣候的雨季為冬季。擁有旱季和雨季也是季風雨林的特色，熱帶雨林的降雨量則是在全年平均分佈。一些有顯著雨季的地區，當熱帶輻合帶或季風槽移動到較高緯度時，雨季的降雨會中斷。
若雨季在夏季發生，降水主要在下午和傍晚。雨季時，空氣污染改善，淡水水質提高，植被大幅度增長。但同時也會使土壤養分減少，侵蝕增加。特別在熱帶地區，夏季的雨季會使瘧疾發病率增加 。一些動物在雨季會有適應和生存策略。 另外，前一個旱季也通常導致雨季的糧食短缺，因為作物尚未成熟。

## 受影響的地區

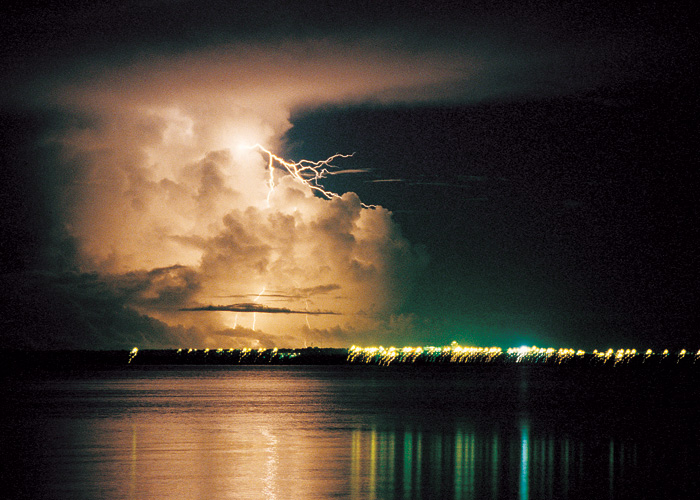
澳洲達爾文市的一場雷雨。

撒哈拉以南非洲的熱帶莽原氣候區，包括加納、布基納法索 、南蘇丹、厄立特里亞、埃塞俄比亞和博茨瓦納都有一個明顯的雨季 。佛羅里達州和德克薩斯州南部的熱帶莽原氣候區也有一個雨季。季風氣候區包括印度次大陸、東南亞（包括印度尼西亞和菲律賓）、澳大利亞北部、波利尼西亞、中美洲、墨西哥西部和南部、美國西南部的沙漠、圭亞那南部和巴西東北部等等。
圭亞那北部有兩個雨季：一個在早春，另一個在初冬。 在西非，南部有兩個雨季，但北部只有一個。 在地中海氣候區，包括美國西海岸，意大利、希臘的地中海海岸線和土耳其的雨季都是在冬季。同樣，以色列內蓋夫沙漠的雨季是從十月延續至五月 。 在地中海氣候區和季風氣候區之間的邊界，索諾蘭沙漠共同擁有這兩個氣候類型的兩個雨季。